# Daniel Tsiokas
Daniel Tsiokas – Geburtsname Daniel Cioca (griechisch Ντανιελ Τσιόκας; * 19. Juni 1971 in Cluj-Napoca) ist ein ehemaliger griechischer Tischtennisspieler. Er nahm von 1993 bis 2006 an zehn Weltmeisterschaften und fünf Europameisterschaften sowie an drei Olympischen Spielen teil.

## Werdegang
Tsiokas wurde unter dem Namen Daniel Cioca in Rumänien geboren und trat auch unter der Flagge Rumäniens auf. 1987 wurde er Jugend-Europameister im Einzel durch einen Endspielsieg gegen den Belgier Jean-Michel Saive, zudem gewann er die Balkanmeisterschaft der Erwachsenen. Anfang der 1990er Jahre emigrierte er nach Griechenland und änderte seinen Namen in Ntaniel Tsiokas bzw. Daniel Tsiokas. Von da an startete er international für Griechenland.
Daniel Tsiokas ist Abwehrspieler. Von 1993 bis 2006 nahm er an zehn Weltmeisterschaften und fünf Europameisterschaften teil, hierbei kam er jedoch nie in die Nähe von Medaillenrängen. 1996 qualifizierte er sich erstmals für den Einzelwettbewerb der Olympischen Spiele. Hier landete er nach Siegen über Danny Heister (Niederlande) und Paul Mutambuze (Uganda) und einer Niederlage gegen den Chinesen Wang Tao nur auf dem zweiten Platz in den Gruppenspielen und schied aus. Bei den Olympischen Spielen 2000 trat er im Einzel und im Doppel an. Im Einzel besiegte er Majidreza Ehteshamzadeh (Iran), verlor jedoch gegen den Niederländer Trinko Keen. Das Doppel mit Kalinikos Kreanga gewann gegen Simon Gerada/Mark Smythe (Australien) und verlor gegen Cheung Yuk/Leung Chu Yan (Hongkong). Bei den Olympischen Spielen 2008 war er nur im Teamwettbewerb vertreten und kam hierbei auf Platz neun.
1996 wechselte Daniel Tsiokas vom griechischen Verein AC Zografu in die deutsche Bundesliga zum 1. FC Bayreuth. 1998 wurde er vom TTV Hornstein aus Österreich verpflichtet.